# Brugnera
Brugnera (friuli nyelven Brugnere) település Olaszországban, Friuli-Venezia Giulia régióban, Pordenone megyében. Lakosainak száma 9229 fő (2023. január 1.). Brugnera Fontanafredda, Gaiarine, Porcia, Friuli-Venezia Giulia, Portobuffolè, Prata di Pordenone és Sacile községekkel határos.

## Népesség
A település népességének változása:
| Lakosok száma | 9333 | 9290 | 9229 |
|               | 2017 | 2018 | 2023 |